# (15788) 1993 SB
(15788) 1993 SB — транснептуновый объект, плутино.
(15788) 1993 SB был одним из первых объектов, открытых в поясе Койпера после Плутона — он был обнаружен на один день позже, чем 1993 RP и на два дня позже, чем 1993 RO. (15788) 1993 SB — первый из плутино, для которого удалось вычислить орбиту достаточно хорошо, чтобы ему присвоили номер. Открыт в 1993 году в обсерватории на острове Пальма (Канарские острова), на телескопе имени Исаака Ньютона.
Известно об этом объекте совсем немного. Даже оценка диаметра в ~130 км основана на предположительном альбедо 0,09. Как и остальные плутино, он находится в орбитальном резонансе 3:2 с Нептуном.